# Kanton Neuhornbach
Der Kanton Neuhornbach (frz. Canton de Neuhornbach) war eine von acht Verwaltungseinheiten, in die sich das Arrondissement Zweibrücken (frz. Arrondissement de Deux-Ponts) im Département Donnersberg (frz. Département du Mont-Tonnerre) gliederte. Der Kanton war in den Jahren 1798 bis 1814 Teil der Französischen Republik (1798–1804) und des Napoleonischen Kaiserreichs (1804–1814). Hauptort (Chef-lieu) war die Stadt Neuhornbach.
Nachdem die Pfalz 1816 zum Königreich Bayern gekommen war, wurden die Kantone zunächst beibehalten und waren Teile der Verwaltungsstruktur bis 1852.
Das Verwaltungsgebiet lag größtenteils auf dem Gebiet der heutigen Verbandsgemeinde Zweibrücken-Land und der kreisfreien Stadt Zweibrücken in Rheinland-Pfalz, teils im heutigen Saarpfalz-Kreis im Saarland.

## Gemeinden und Mairies
Nach amtlichen Tabellen aus den Jahren 1798 und 1811 gehörten zum Kanton Neuhornbach folgende Gemeinden, die verwaltungsmäßig Mairies zugeteilt waren (Ortsnamen in der damaligen Schreibweise); die Einwohnerzahlen (Spalte „EW 1815“) sind einer Statistik von 1815 entnommen; die Spalte „vor 1792 zugehörig“ nennt die landesherrliche Zugehörigkeit vor der französischen Inbesitznahme.
| Gemeinde                 | Mairie          | EW 1815 | vor 1792 zugehörig | Anmerkungen                                 |
| ------------------------ | --------------- | ------- | ------------------ | ------------------------------------------- |
| Althornbach              | Rimschweiler    | 184     | Pfalz-Zweibrücken  | seit 1972 Verbandsgemeinde Zweibrücken-Land |
| Bottenbach               | Großsteinhausen | 500     | Pfalz-Zweibrücken  | seit 1972 Verbandsgemeinde Pirmasens-Land   |
| Brenschelbach-Riesweiler | Brenschelbach   | 338     | Pfalz-Zweibrücken  | seit 1974 Stadtteil von Blieskastel         |
| Dietrichingen            | Mauschbach      | 308     | Pfalz-Zweibrücken  | seit 1972 Verbandsgemeinde Zweibrücken-Land |
| Großsteinhausen          | Großsteinhausen | 650     | Pfalz-Zweibrücken  | seit 1972 Verbandsgemeinde Zweibrücken-Land |
| Kleinsteinhausen         | Großsteinhausen | 300     | Pfalz-Zweibrücken  | seit 1972 Verbandsgemeinde Zweibrücken-Land |
| Mauschbach               | Mauschbach      | 221     | Pfalz-Zweibrücken  | seit 1972 Verbandsgemeinde Zweibrücken-Land |
| Neuhornbach              | Neuhornbach     | 1300    | Pfalz-Zweibrücken  | seit 1972 Verbandsgemeinde Zweibrücken-Land |
| Riedelberg               | Großsteinhausen | 263     | Pfalz-Zweibrücken  | seit 1972 Verbandsgemeinde Zweibrücken-Land |
| Rimschweiler             | Rimschweiler    | 218     | Pfalz-Zweibrücken  | seit 1972 Stadtteil von Zweibrücken         |
| Utweiler                 | Brenschelbach   | 120     | Graf von der Leyen | seit 1974 Ortsteil von Gersheim             |
| Walshausen               | Großsteinhausen | 302     | Pfalz-Zweibrücken  | seit 1972 Verbandsgemeinde Zweibrücken-Land |

## Geschichte
Vor der Besetzung des linken Rheinufers im Ersten Koalitionskrieg (1794) gehörten die Ortschaften im 1798 eingerichteten Verwaltungsbezirk des Kantons Neuhornbach meist zum Fürstentum Pfalz-Zweibrücken, teils zum Königreich Frankreich (Opperdingen, Waldhausen, Schorbach, Lengelsheim).
Von der französischen Direktorialregierung wurde 1798 die Verwaltung des Linken Rheinufers nach französischem Vorbild reorganisiert und damit u. a. eine Einteilung in Kantone übernommen. Die Kantone waren zugleich Friedensgerichtsbezirke. Der Kanton Neuhornbach gehörte zum Arrondissement Zweibrücken im Département Donnersberg. Der Kanton war in fünf Mairies und zwölf Gemeinden eingeteilt.
Nachdem im Januar 1814 die Alliierten das Linke Rheinufer wieder in Besitz gebracht hatten, wurde im Februar 1814 das Département Donnersberg und damit auch der Kanton Neuhornbach Teil des provisorischen Generalgouvernements Mittelrhein. Nach dem Pariser Frieden vom Mai 1814 wurde dieses Generalgouvernement im Juni 1814 aufgeteilt, das Département Donnersberg wurde der neu gebildeten Gemeinschaftlichen Landes-Administrations-Kommission zugeordnet, die unter der Verwaltung von Österreich und Bayern stand.

## Bayerischer Kanton Neuhornbach
Aufgrund der auf dem Wiener Kongress getroffenen Vereinbarungen kam das Gebiet im Juni 1815 zu Österreich. Die gemeinschaftliche österreichisch-bayerische Verwaltung wurde vorerst beibehalten. Als Steuereinnehmer fungierten 1815 Hanitz und Conrad. Am 14. April 1816 wurde zwischen Österreich und Bayern ein Staatsvertrag geschlossen, in dem ein Austausch verschiedener Staatsgebiete vereinbart wurde. Hierbei wurden die linksrheinischen österreichischen Gebiete zum 1. Mai 1816 an das Königreich Bayern abgetreten.
Der bayerische Kanton Neuhornbach gehörte im neu geschaffenen Rheinkreis zu dem aus dem vorherigen Arrondissement gebildeten Landkommissariat Zweibrücken. 1817 wurde der Kanton Medelsheim aufgelöst und die Gemeinden auf die benachbarten Kantone aufgeteilt:
- der Kanton Neuhornbach erhielt Altaltheim, Bliesdalheim, Böckweiler, Breitfurt, Medelsheim, Neualtheim, Niedergailbach, Peppenkum, Seyweiler und Walsheim;
- der Kanton Zweibrücken erhielt Hengstbach, Mimbach, Mittelbach, Wattweiler und Webenheim.